# Stenopsyche ivalak
Stenopsyche ivalak is een schietmottensoort uit de familie Stenopsychidae. De wetenschappelijke naam van de soort werd voor het eerst geldig gepubliceerd in 2013 door János Oláh.

## Type
- holotype: "male, 20.I.1986, leg. J. Oláh"
- instituut: HNHM, Boedapest, Hongarije
- typelocatie: "Vietnam, Vinh Phuc Province, Tam Dao"